# Їжаківка
Їжакі́вка —  село в Україні, у Полтавській міській громаді Полтавського району Полтавської області. Населення становить 22 осіб. До 2020 орган місцевого самоврядування — Ковалівська сільська рада.

## Населення

### Мова
Розподіл населення за рідною мовою за даними перепису 2001 року:
| Мова       | Кількість | Відсоток |
| ---------- | --------- | -------- |
| українська | 14        | 63.64%   |
| російська  | 8         | 36.36%   |
| Усього     | 22        | 100%     |

## Географія
Село Їжаківка знаходиться на лівому березі річки Коломак, вище за течією на відстані 4,5 км розташоване село Коломацьке, нижче за течією на відстані 1 км розташоване село Грабинівка, на протилежному березі - село Ковалівка. Поруч проходить автомобільна дорога М03 (Р11).

## Історія
12 червня 2020 року, відповідно до розпорядження Кабінету Міністрів України № 721-р «Про визначення адміністративних центрів та затвердження територій територіальних громад Полтавської області», село увійшло до складу Полтавської міської громади.
19 липня 2020 року, в результаті адміністративно - територіальної реформи та ліквідації Полтавського району (1925—2020), село увійшло до складу новоутвореного Полтавського району.